# António Xavier Correia Barreto
António Xavier Correia Barreto GCTE • OA • ComA • GOA • GCA • MPBS • MPCE • MOCE (Lisboa, Santos-o-Velho, 5 de Fevereiro de 1853 – Sintra, 15 de Agosto de 1939) foi um militar e político português. Foi ministro da guerra no Governo Provisório constituído após a Implantação da República Portuguesa.

## Biografia

### Vida pessoal
Nasceu a 5 de fevereiro de 1853, na freguesia de Santos-o-Velho, em Lisboa, filho de António Correia Barreto e de D. Inês Quintina Xavier de Araújo Correia Barreto, ambos naturais de Lisboa. Teve por padrinho de batismo António Bernardo da Costa Cabral.
Casou a 3 de junho de 1882, na Basílica da Estrela, em Lisboa, com D. Maria Leonor de Oliveira, natural de Lisboa, filha de Domingos João de Oliveira e de D. Maria Benedita de Oliveira.
Morreu a 15 de agosto de 1939, em Sintra.

### Carreira militar e académica
A carreira militar de Correia Barreto tem início quando este se alista voluntariamente no Regimento de Infantaria N.º 16, em 2 de Abril de 1870, com 17 anos. Em 1874, é promovido a Alferes-aluno da Arma de Artilharia. Entra para a Escola Politécnica, onde foi aluno de António Augusto de Aguiar. Especializa-se em Química e Física, terminando o curso em 1874, e edita uma obra sobre a Química e as pólvoras (1885), que veio a ser oficialmente adoptada. Este seu trabalho permitiu-lhe evoluir na sua carreira, ficando encarregado de gerir a produção de munições com pólvora e sem fumo, que ele inventou. Esta pólvora ficaria conhecida por "pólvora Barreto".
É designado para director da Fábrica da Pólvora (1909), sendo, mais tarde, membro do Conselho de Administração Militar e para o Depósito Central de Fardamentos. Dos diversos cargos de topo que ocupou, destaca-se o de director do Arsenal do Exército, Comandante da 1.ª Divisão do Exército e Comandante da Guarda Nacional Republicana.
Em 20 de Junho de 1914 é promovido a General.

### Carreira política
Era conhecido pelos seus ideais republicanos e foi convidado para a comissão organizadora da revolução de 1910, pelo almirante Carlos Cândido dos Reis.
Após a Implantação da República Portuguesa, faz parte Governo Provisório, onde é ministro da guerra entre 5 de Outubro de 1910 e 2 de Setembro de 1911. Mais tarde, entre 16 de Junho de 1912 e 8 de Novembro de 1913 volta a ser o responsável pela mesma pasta. Das suas medidas políticas, destaca-se a reforma do Exército, e criação do Instituto Profissional dos Pupilos do Exército de Terra e Mar, em 1911.
Foi presidente da Câmara Municipal de Lisboa, em 1913.

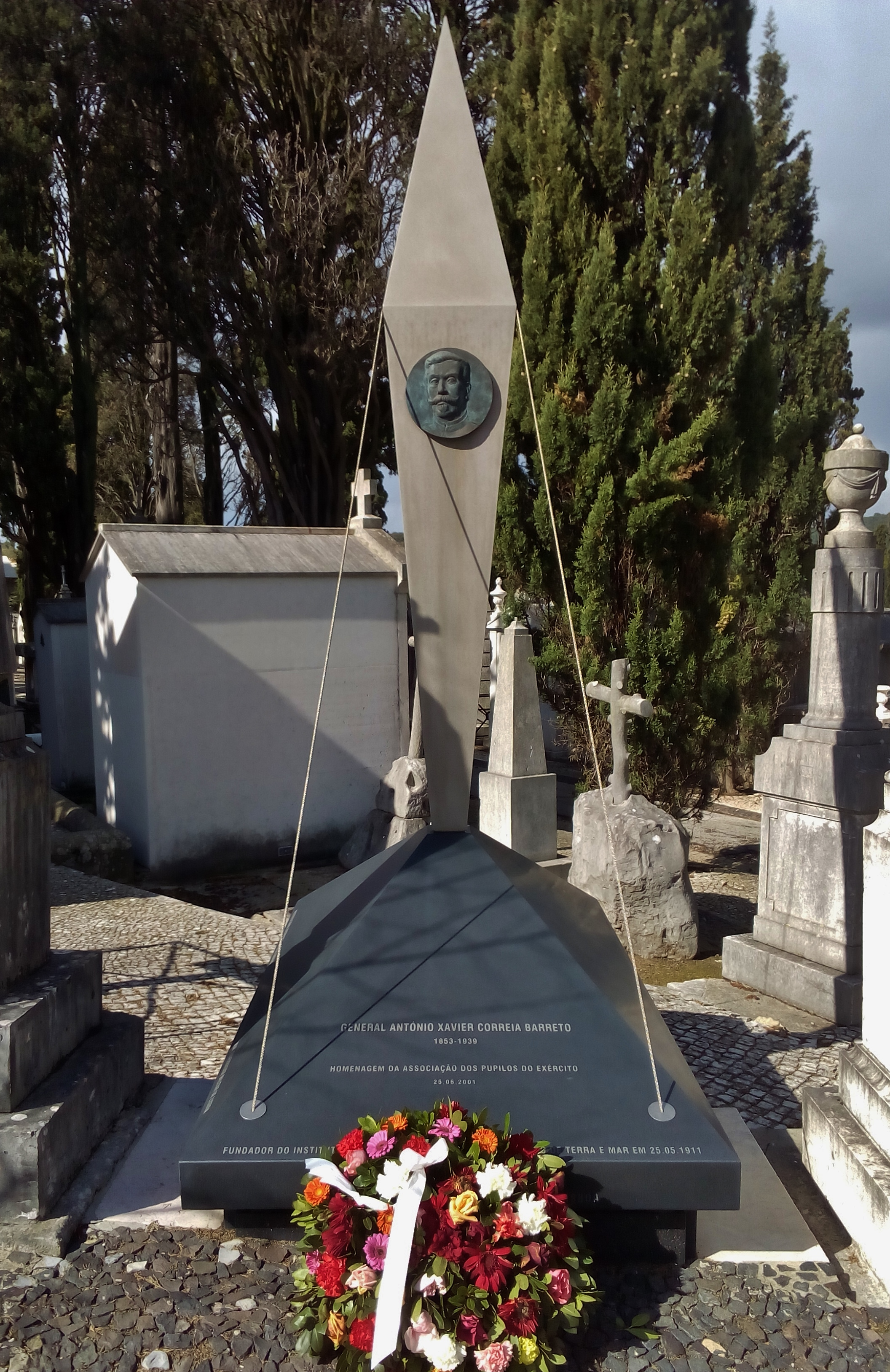
Jazigo de António Xavier Correia Barreto, no Cemitério dos Prazeres

Em 1915 e 1919, candidata-se à Presidência da República, nunca conseguindo ser eleito. A 15 de Fevereiro de 1919 é elevado a Grande-Oficial da Ordem Militar de São Bento de Avis e a 25 de Junho de 1919 é agraciado com a Grã-Cruz da Antiga e Muito Nobre Ordem Militar da Torre e Espada, do Valor, Lealdade e Mérito. A 16 de Fevereiro de 1920 é eleito Senador e Presidente do Senado, cargo que ocupou até à Revolução de 28 de Maio de 1926. A 31 de Dezembro de 1920 é elevado a Grã-Cruz da Ordem Militar de São Bento de Avis.
Correia Barreto fez parte da Maçonaria, sendo iniciado na Loja Portugal em 1893.

### Condecorações[7][8]
- Oficial da Real Ordem Militar de São Bento de Avis, em 1894
- Medalha Militar de Prata de Comportamento Exemplar, em 1902
- Medalha Militar de Prata de Bons Serviços, em 1902
- Comendador da Real Ordem Militar de São Bento de Avis, em 1905
- Louvor atribuído por D. Carlos I, em 1908
- Grande-Oficial da Ordem Militar de São Bento de Avis, a 15 de Fevereiro de 1919[9]
- Medalha Militar de Ouro de Comportamento Exemplar, em 1919
- Grã-Cruz da Antiga e Muito Nobre Ordem Militar da Torre e Espada, do Valor, Lealdade e Mérito, a 25 de Junho de 1919
- Grã-Cruz da Ordem Militar de São Bento de Avis, a 31 de Dezembro de 1920
- Excelentíssimo Senhor Grã-Cruz da Ordem do Mérito Militar de Espanha, em 1922